# Gene Tyranny
Blue Gene Tyranny (* 1. Januar 1945 in San Antonio, Texas als Robert Gantic; † 12. Dezember 2020 in New York City, New York) war ein amerikanischer Pianist und Komponist, der auch als Musikautor und -produzent hervorgetreten ist.

## Wirken
Tyranny studierte als Jugendlicher bei den Pianisten Meta Hertwig und Rodney Hoare sowie den Komponisten Otto Wick und Frank Hughes. Mit dem Komponisten Philip Krumm organisierte er Veranstaltungen für Neue Musik in Texas, darunter mehrere Festivals am McNay Art Institute, wo es zu Uraufführungen von Werken von John Cage, Philip Corner, Richard Maxfield und Yoko Ono kam. Nachdem er 1961 mit einem BMI Student Composers Award ausgezeichnet worden war, zog er nach Ann Arbor. Dort trat er beim ONCE Festival of New Music auf, arbeitete aber auch als Kellner, Verkäufer und Statistik-Codierer. Seit den 1960er Jahren interpretiert er die Werke von John Cage (Cheap Imitation und Empty Words), Peter Gordon, David Behrman (On the Other Ocean) und Robert Ashley (Dust, Celestial Excursions). Auch tourte er mit Jazz- und Rockgruppen, etwa mit The Prime Movers Blues Band, 1973 mit Iggy Pop & The Stooges und 1978 mit Carla Bley. Von 1971 bis 1982 unterrichtete er als Dozent für Harmonielehre und Kontrapunkt, Jazzimprovisation und Literatur sowie Aufnahmetechniken am Mills College in Oakland, Kalifornien. Im November 1976 wurden in einer Konzertreihe in der University of Berkeley unter dem Motto Trust In Rock Werke von Peter Gordon und ihm durch ein Allstar-Ensemble vorgestellt (2019 veröffentlicht). 1978 legte er sein Debütalbum Out of the Blue vor, dem weitere Alben folgten. 1983 zog er nach New York, von wo aus er als selbstständiger Komponist und Interpret tätig war.
Tyranny hat zudem als Studiomusiker für Laurie Anderson (Strange Angels) und als Arrangeur und Ausarbeiter der Klavierimprovisationen für Robert Ashleys Fernsehoper Perfect Lives (Channel 4) gearbeitet. Er hat über 40 Soundtracks für Film und Video erstellt und an Projekten mit den Videokünstlern Kenn Beckman und Kit Fitzgerald gearbeitet. Auch komponierte er für Theaterproduktionen und Tanzcompanien wie die Otrabanda Company. 1988 erhielt er den Bessie Award für Komposition (NY Dance and Performance Awards) und 1989 eine Composer Fellowship der New York Foundation for the Arts. 1992 war er Artist in Residence an der Bucknell University. Weiterhin produzierte er Musikalben, neben Werken von Robert Ashley auch Joseph Kuberas Einspielungen von Cages Music of Changes.
Zudem verfasste Tyranny als Autor Artikel über zeitgenössische Musik, insbesondere für Allmusic in der Rubrik 20th Century Avant-Garde. Mit Mark Slobin schrieb er Music Beyond the Boundaries.
Tyranny starb im Dezember 2020 im Alter von 75 Jahren an den Folgen einer Erkrankung an Diabetes mellitus in einem Hospiz in Long Island City.